# 納馬卡爾縣

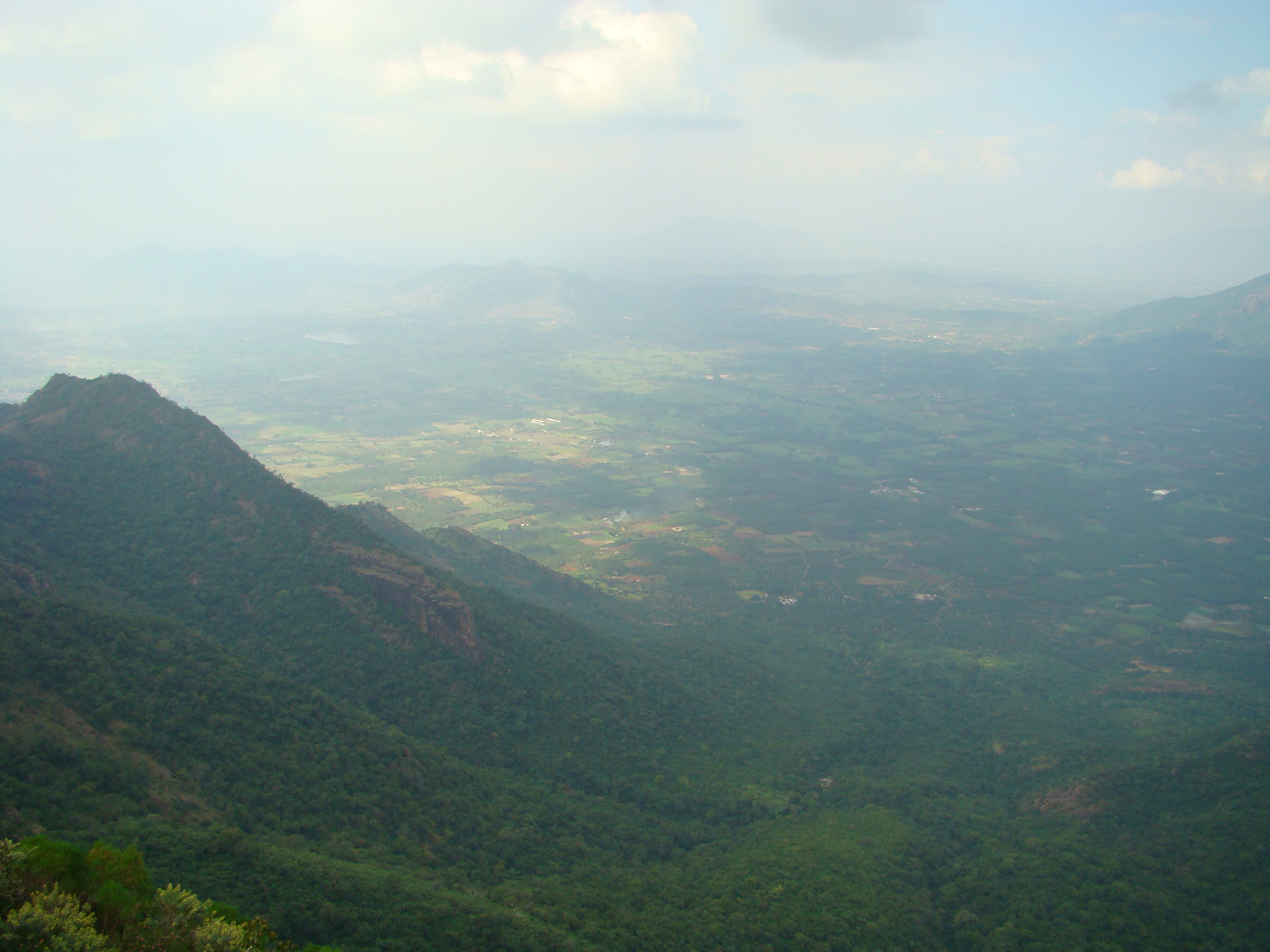

納馬卡爾縣是印度泰米爾納德邦的一個縣，面積3,402平方公里，2011年人口1,726,601，人口密度每平方公里506人。該地區以大型家禽業，雞蛋生產和貨車製造業聞名，因此常被稱為“蛋城”和“運輸城”。

## 地理
該地區年平均降雨量為716.54毫米，主要盛行東北季風。

## 行政区划

### 郡
该地区分为以下4个郡
- Rasipuram 郡（இராசிபுரம்）
- Thiruchengode 郡（திருச்செங்கோடு）
- Namakkal 郡（நாமக்கல்）
- Paramathi-Velur 郡（பரமத்தி வேலூர்）

### 区
该地区分为以下15个区
- Namagiripettai 区（நாமகிரிப்பேட்டை）
- Vennandur 区（வெண்ணாந்தூர்）
- Rasipuram 区（இராசிபுரம்）
- Mallasamudram 区（மல்லசமுத்திரம் ）
- Kolli-Hills 区（கொல்லிமலை）
- Sendamangalam 区（சேந்தமங்கலம்）
- Puduchathiram 区（புதுச்சத்திரம்）
- Elachipalayam 区（எலச்சிபாளையம்）
- Thiruchengode 区（திருச்செங்கோடு）
- Pallipalayam 区（பள்ளிபாளையம்）
- Erumapatti 区（எருமைப்பட்டி）
- Namakkal 区（நாமக்கல்）
- Mohanur 区（மோஹனூர்）
- Paramathi 区（பரமத்தி）
- Kabilarmalai 区（கபிலர்மலை）

## 外部連結
- Namakkal District 24x7 news portal （页面存档备份，存于）
- Namakkal District
- Namakkal District website （页面存档备份，存于）
- Namakkal District Water Supply Status (Tamilnadu Water Supply and Drainage Board)